# Motorola Moto
Motorola Moto (o Lenovo Moto) è una linea di smartphone e smartwatch prodotta da Motorola Mobility, sussidiaria di Lenovo. Nel mese di novembre 2016, è stato annunciato che tutti gli smartphone di Lenovo avrebbero portato il nome Moto.

Logo Moto usato da Motorola Mobilty per indicare la propria linea di smartphone

## Smartphone
Gli smartphone di Motorola si suddividono in diversi rami: Moto E, Moto G e Moto X.

### Moto E

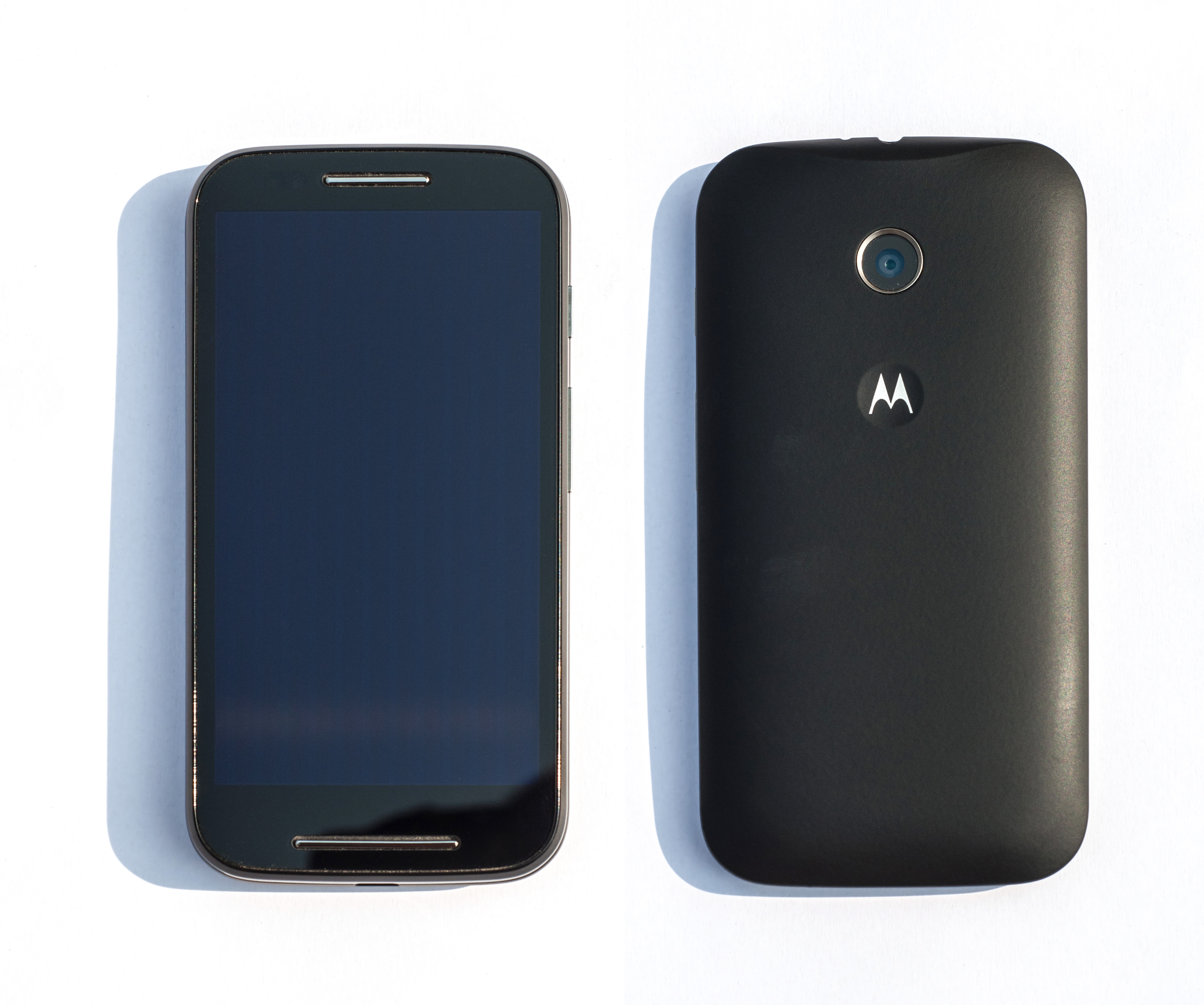
Un Moto E di prima generazione

La linea Moto E rappresenta gli smartphone di fascia bassa.
- Moto E (prima generazione) (2014)
- Moto E (seconda generazione) (2015)
- Moto E3 (3ª generazione, 2016)
- Moto E4 (4ª generazione, 2017)
- Moto E4 Plus (4ª generazione, 2017)
- Moto E5 (5ª generazione, 2018)
- Moto E5 Plus (5ª generazione, 2018)
- Moto E6 (2019)
- Moto E6 Play (2019)
- Moto E6 Plus (2019)
- Moto E6s (2020)
- Moto E (2020)
- Moto E7 (2020)
- Moto E7 Plus (2020)
- Moto E6i (2021)
- Moto E7 Power (2021)
- Moto E7i Power (2021)
- Moto E20 (2021)
- Moto E30 (2021)
- Moto E40 (2021)
- Moto E22 (2022)
- Moto E22s (2022)
- Moto E32 (2022)
- Moto E32s (2022)
- Moto E13 (2023)
- Moto E14 (2024)
- Moto E15 (2024)

### Moto G

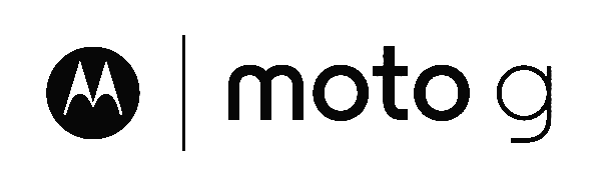
Logo della linea Moto G

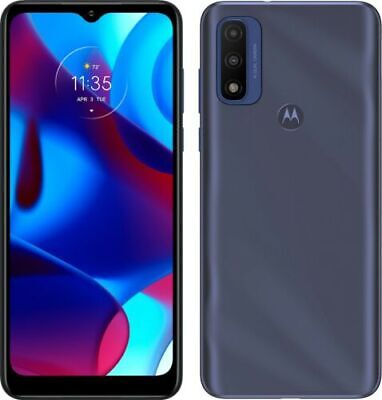
Moto G Pure del 2021

La linea Moto G rappresenta gli smartphone di fascia medio-bassa.
- Moto G (prima generazione) (2013)
- Moto G (2ª generazione) (2014)
- Moto G (terza generazione) (2015)
- Moto G4 (4ª generazione, 2016)
- Moto G5 (5ª generazione, 2017)
- Moto G5 Plus (5ª generazione, 2017)
- Moto G5S Plus (5ª generazione, 2017)
- Moto G6 (6ª generazione, 2018)
- Moto G6 Plus (6ª generazione, 2018)
- Moto G6 Play (6ª generazione, 2018)

- Moto G7 (2019)
- Moto G7 Play (2019)
- Moto G7 Power (2019)
- Moto G7 Plus (2019)
- Moto G8 Play (2019)
- Moto G8 Plus (2019)
- Moto G8 (2020)
- Moto G8 Power (2020)
- Moto G8 Power Lite (2020)
- Linea Moto G 2020:
  - Moto G Fast (2020)
  - Moto G Power (2020)
  - Moto G Stylus/G Pro (2020)
  - Moto G 5G Plus (2020)
- Moto G9 Play (2020)
- Moto G9 Plus (2020)
- Moto G9 Power (2020)
- Linea Moto G 2021:
  - Moto G 5G (2021)
  - Moto G Pure (2021)
  - Moto G Play (2021)
  - Moto G Power (2021)
  - Moto G Stylus (2021)
  - Moto G Stylus 5G (2021)
- Moto G10 (2021)
- Moto G10 Power (2021)
- Moto G20 (2021)
- Moto G30 (2021)
- Moto G40 Fusion (2021)
- Moto G50 (2021)
- Moto G50 5G (2021)
- Moto G60 (2021)
- Moto G60S (2021)
- Moto G100 (2021)

- Linea Moto G 2022:
  - Moto G Power (2022)
  - Moto G 5G (2022)
  - Moto G Stylus (2022)
  - Moto G Stylus 5G (2022)
- Moto G31 (2022)
- Moto G41 (2022)
- Moto G51 5G (2022)
- Moto G71 5G (2022)
- Moto G200 5G (2022)
- Moto G22 (2022)
- Moto G52 (2022)
- Moto G52j (2022)
- Moto G82 (2022)
- Moto G62 (2022)
- Moto G32 (2022)
- Moto G72 (2022)

- Moto G53 (2022)
- Moto G13 (2023)
- Moto G23 (2023)
- Moto G53j/G53s/G53y (2023)
- Moto G73 (2023)
- Moto G14 (2023)
- Moto G24 (2023)
- Moto G34 5G (2023)
- Moto G84 (2023)
- Moto G54 (2023)

- Moto G04 (2024)
- Moto G04s (2024)
- Moto G05 (2024)
- Moto G15 (2024)
- Moto G64 (2024)
- Moto G35 (2024)
- Moto G45 (2024)
- Moto G55 (2024)
- Moto G75 (2024)
- Moto G85 (2024)

### Moto X

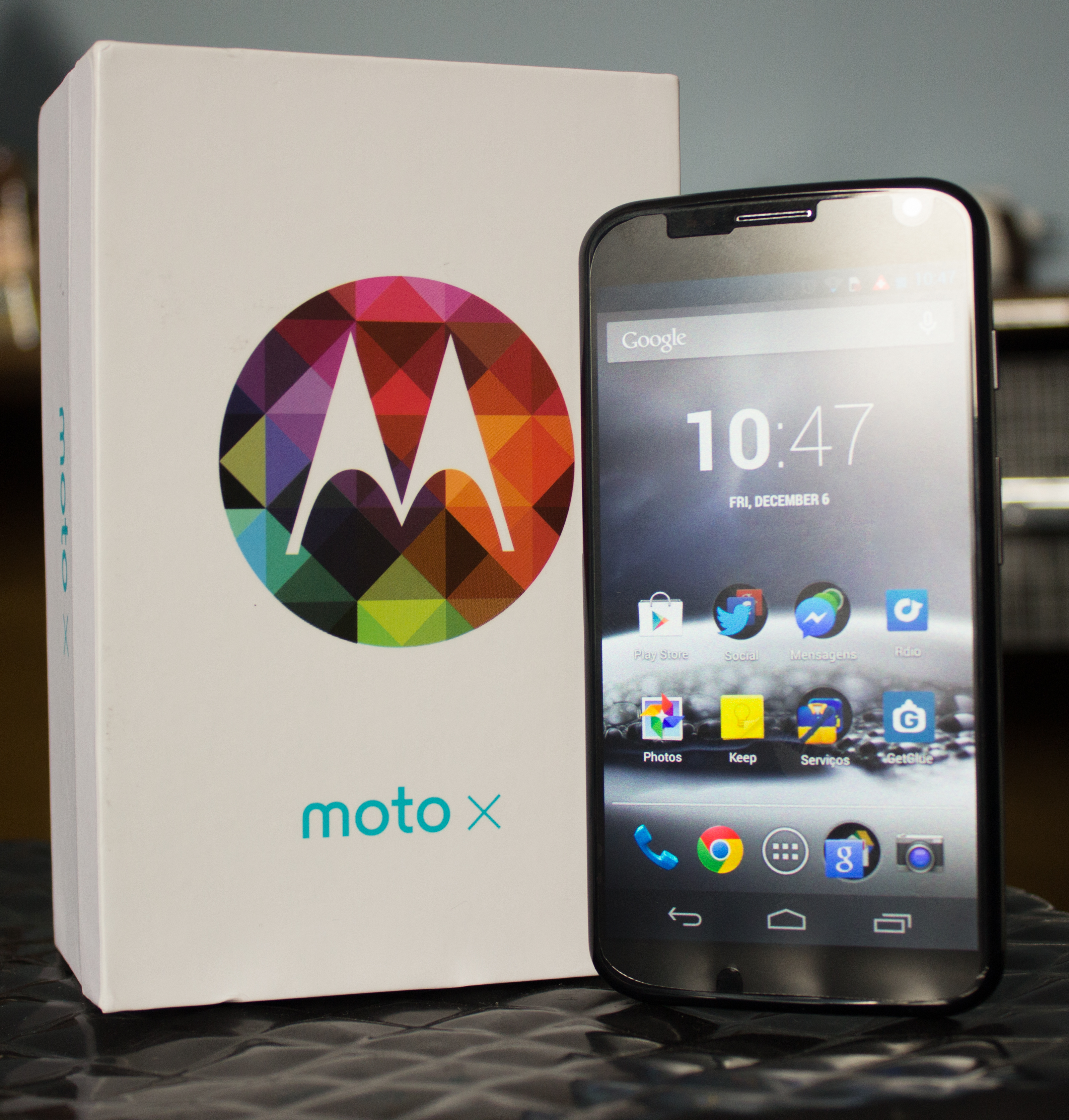
Prima generazione di Moto X

La linea Moto X rappresenta gli smartphone di fascia medio-alta.
- Moto X (prima generazione) (2013)
- Moto X (seconda generazione) (2014)
- Moto X Style (2015), chiamata Moto X Pure Edition negli Stati Uniti.
- Moto X Force (2015), chiamata Droid Turbo 2 negli Stati Uniti.
- Moto X Play (2015), chiamata Droid Maxx 2 negli Stati Uniti.
- Moto X4 (2017)

- Moto X30 Pro (2022)
- Moto X40 (2023)
- Moto X50 Ultra (2024)

## Smartphone fuori produzione

### Moto C
La linea Moto C rappresentava gli smartphone di fascia bassa.
- Motorola Moto C
- Moto C Plus

### Moto Z

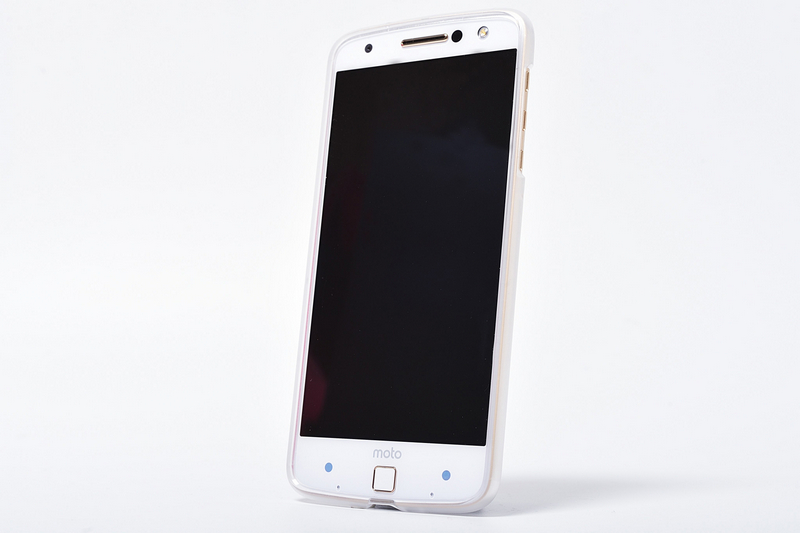
Moto Z

La linea Moto Z rappresentava gli smartphone di fascia medio-alta.
- Moto Z
- Moto Z2 Play
- Moto Z2 Play
- Moto Z2 Force

### Altri
- Moto Maxx, versione internazionale del Droid Maxx.
- Moto Turbo, versione internazionale del Droid Turbo.
- Moto X Pro, versione cinese del Nexus 6
- Moto M, messo in commercio in Cina nel 2016

## Smartwatch

### Moto 360
- Moto 360 (prima generazione) (2014)
- Moto 360 (seconda generazione) (2015)